# Редакционная коллегия
Редакционная коллегия или редакционный комитет, совет и пр. (Аббр. редколлегия) — совещательный орган, принимающий решения в каком-либо печатном или электронном издании. Это коллектив работников (редакторов), ведущих издание, выпуск газеты, журнала, стенгазеты и пр. Они получают статус — член редколлегии, обобщённые понятия: заседание редколлегии, в редколлегию пришло письмо и другие.

## Описание
Группа редакторов большинства печатных изданий и средств массовой информации, список должностных лиц, составляющих коллегиальный орган управления в редакции.
Список членов редколлегии входит в состав выходных сведений издания. Они печатаются на титульном листе, его обороте/контртитуле (под общим заглавием или другими подзаголовочными данными, в серийных изданиях — Редакционная коллегия серии). Полиграфические стандарты относят сведения о редколлегии к подзаголовочным данным. Указывается «Редакционная коллегия: …» или «Состав редакционной коллегии: …».
Наличие редакционной коллегии свидетельствует о профессионализме и основательности изданий, что служит гарантией проверки и качества изложенной информации.

## Структура
Редколлегия имеет председателя (ответственного редактора, главного редактора, или ведущего редактора), отвечающего за проведение заседаний редколлегии и редакционную политику.
Редколлегия состоит из редакторов разделов и экспертов в соответствующих изданию областях.